# Ariel Martínez (músico)
Ariel Martínez (San José, Uruguay, 16 de diciembre de 1940 - Buenos Aires, Argentina, 17 de abril de 2019) fue  un compositor y bandoneonista uruguayo que se radicó en Argentina.

## Biografía
Estudió bandoneón con Nicolás Pepe, flauta con Santiago Bosco, armonía y contrapunto con el maestro Ángel Turriziani, composición y orquestación con Héctor Tosar. 
En la década de 1950 integró como bandoneonista y arreglador el Quinteto de la Guardia Nueva, grupo pionero del tango de vanguardia en Uruguay. En la década de 1960 formó el Trío Nuevo, a la vez que comenzó estudios de composición con Héctor Tosar. En esos años ejerció también la crítica y el periodismo musical en el Semanario Marcha de Montevideo.
En el bienio 1969-1970 fue becario del Centro Lationoamericano de Altos Estudios Musicales (CLAEM) del Instituto Torcuato di Tella en Buenos Aires, donde inició su trabajo con medios electroacústicos. 
Fue durante varios años Profesor en la Universidad Nacional de Río Cuarto (Córdoba - Argentina), y más tarde trabajó en el Laboratorio de Investigación y Producción Musical (LIPM) del Centro Cultural Ciudad de Buenos Aires (actualmente Centro Cultural Recoleta), llegando a ser Director del Laboratorio.
Como compositor, Martínez se centró en la formalización de los procesos compositivos, y la composición algorítmica.

## Obra (selección)

### Música Sinfónica
- Los otros Martínez (1995)
- En una nube de humo (1998)

### Música Electroacúsica y Mixta
- El Glotón de Pepperland (1970)
- Tromboffolón I (1971) para trombón, tuba y cinta.
- Cabotaje IIIa - En medio (1971)
- Cabotaje IIIb (1971-1972) para flauta y cinta.
- Cabotaje IIIc (1971-1976) para 3 flautas y cinta.
- Tromboffolón II (1971-1978) para trompeta, corno, trombón y cinta.